# Federació Catalana d’Esports per a Persones amb Discapacitat Intel·lectual
La Federació Catalana d'Esports per a Persones amb Discapacitat Intel·lectual - ACELL és l'organisme rector de les activitats esportives de les persones amb discapacitat intel·lectual a Catalunya. Forma part de la Unió de Federacions Esportives de Catalunya.

## Història
L'organització de l'esport per a les persones amb disminució psíquica a Catalunya es remunta al principi dels anys setanta, quan Sebastià Llopis va fer possible que es juguessin les primeres lliguetes de futbol entre els alumnes de les escoles d'educació especial de Barcelona en col·legis com Sant Joan Bosco o la Vall d'Hebron, la qual cosa va significar un exemple de normalització i integració, que va ser pioner en aquella època. Així l'antecendent de la federació el trobem en l'Associació Catalana d'Esports i Lleure (ACELL) creada el 1971 amb l'objectiu de coordinar i fomentar l'esport i el lleure de diferents entitats dedicades a persones amb discapacitat intel·lectual, el 1982 va passar a ser considerada com una agrupació esportiva, i el 1997 va ser reconeguda com a federació esportiva. Des dels seus inicis segueix la filosofia de la Special Olympics Internacional que fomenta i premia la participació de tothom i busca la millora de la qualitat de vida de les persones amb discapacitat intel·lectual mitjançant la pràctica esportiva i el lleure. S'hi desenvolupen disset modalitats esportives que són: atletisme, natació, gimnàstica, bàsquet, futbol sala, handbol, hoquei, ciclisme, petanca, esquí, vela, equitació, tennis, tennis de taula, bàdminton, patinatge sobre gel i proves motrius. Les proves s'agrupen segons edat, categoria i nivell (adaptació). Organitza competicions territorials, Campionats de Catalunya, Trobades Ocupacionals, Jornades Escolars, Lligues Escolars i Lligues Catalanes, com en el cas del bàsquet, el futbol sala, la petanca, el tennis de taula i l'hoquei. A més, organitza altres esdeveniments com trobades internacionals i la marxa Special Olympics. Disposa d'escoles esportives de diversos esports i equips propis que competeixen a nivell internacional. Realitza també cursos de formació per a tècnics, monitors o voluntaris i programes de col·laboració social amb entitats esportives. A més de la part esportiva s'encarrega de l'organització del lleure, oferint vacances i altres activitats d'oci. Des de fa uns anys, la federació gestiona tres instal·lacions esportives a Barcelona: el Poliesportiu Llars Mundet, la pista poliesportiva descoberta de Montbau i el Centre de Vacances a Ribes de Freser.

## Presidents

### Sebastià Llopis Rotllant(1972-1992)
Va ser, des de 1972, el primer president de la Federació Catalana d'Esports de Pedagogia Terapèutica, que posteriorment es va transformar en l'Associació Catalana d'Esports i Lleure i finalment en Federació Catalana d'Esports per a Persones amb Discapacitat Intel·lectual. Va iniciar el seu projecte creant i entrenant dos equips de futbol i organitzant partits entre els centres Sant Joan Bosco i la Vall d'Hebron, que eren arbitrats per emblemàtiques figures com Ramallets, Biosca, Kubala, César, etc., els quals hi col·laboraven desinteressadament. De manera progressiva, altres centres van anar formant equips fins a arribar a crear una lliga futbolística, i en paral·lel van sorgir competicions d'altres esports com tennis de taula, natació o atletisme. Aquesta va ser la llavor de l'Associació Catalana d'Esports i Lleure, que es va crear oficialment el 1982 i posteriorment va fer una aliança amb l'organització internacional Special Olympics per organitzar conjuntament els Jocs Olímpics per a aquestes persones especials. El 1992 va deixar la presidència amb milers d'esportistes i un centenar d'entitats adherides a la federació, arreu de Catalunya.

### Francesc Martínez de Foix (1992-2016)
El 1972 va ser un dels fundadors de la Federació Catalana d'Esports de Pedagogia Terapèutica, de la qual va convertir-se en el vicepresident fins al 1992, quan va ser elegit president de la federació. Va viure des que era un infant la importància del moviment associatiu, ja que els seus pares van ser els fundadors de la primera associació de Barcelona dedicada al col·lectiu dels discapacitats intel·lectuals (ASPANIAS), i posteriorment de la Confederació FEAPS, actualment acreditada com el màxim representant d'aquest col·lectiu. Fruit d'aquesta inquietud, va fundar la cooperativa Taller Escola Barcelona perquè els nois i noies amb discapacitat psíquica poguessin tenir una ocupació en sortir de l'escola, i el 1988 es va convertir en el cap de l'organització dels primers Jocs Esportius per a aquest col·lectiu que es van celebrar a Lleida amb la participació de milers d'esportistes procedents de diversos països. Des de la perspectiva d'aquesta experiència, va veure que era imprescindible la internacionalització d'aquest tipus d'actes esportius i va ser llavors quan va fundar, i es va convertir en el seu primer president, la Special Olympics España. I uns anys després, el 2005, també va ser el fundador i president de Special Olympics Catalunya. Amb aquesta gran plataforma, va aprofitar els Jocs Paralímpics de 1992 per aconseguir que Barcelona, juntament amb Vilanova i la Geltrú, fos també la seu d'uns Jocs Special Olympics, convertint-se en el president del seu Comitè Organitzador. I aquell èxit mediàtic, esportiu i de participació es va anar repetint en totes les edicions posteriors. També va ser el president dels Congressos Europeus Esport i Discapacitat (Salamanca 1994 i Lleida 2008) i va entrar com a directiu a la Federación Española de Discapacitados Intelectuales (FEDI). Igualment va formar part de la junta directiva del Comitè Olímpic de Catalunya des de 2001.

### Marina Gómez Hernández (2016-2022)
Directora tècnica del servei de Llars-Residència, Suport a l'autonomia a la Llar, Servei d'Atenció Domiciliària i Servei de Promoció del lleure i esports ANDANA a ASPRONIS. Va començar a col·laborar amb la Federació ACELL als primers jocs del '92, havent estat responsable de Voluntariat dels Jocs Special Olympics de Lloret el 2006 i de Calella el 2014. El 2014 va entrar a formar part de la Junta Directiva de la Federació ACELL com a vicepresidenta, i des de l'abril de 2017 és la presidenta de la Federació Catalana d'Esports per a Persones amb Discapacitat Intel·lectual - ACELL.